# 苏曹乡
苏曹乡，是中华人民共和国河北省邯郸市丛台区下辖的一个乡镇级行政单位。

## 行政区划
苏曹乡下辖以下地区：
南苏曹社区、河东社区、河西社区、刘二庄社区、十里铺社区和五里铺社区。